# Copidognathus dactyloporus
Copidognathus dactyloporus is een mijtensoort uit de familie van de Halacaridae. De wetenschappelijke naam van de soort is voor het eerst geldig gepubliceerd in 1989 door Benfatti, Mari & Morselli.